# Czerwony kwadrat
Czerwony kwadrat (ros. Красный квадрат), podtytuł: Живописный реализм крестьянки в двух измерениях (Malarski realizm wieśniaczki w dwóch wymiarach) – obraz olejny namalowany w 1915 przez rosyjskiego malarza suprematycznego Kazimierza Malewicza.

## Historia i opis
W 1913 Kazimierz Malewicz stworzył scenografię do opery Победа над Солнцем (Zwycięstwo nad słońcem) rozpoczynając tym samym etap „czarnego suprematyzmu” w swojej twórczości. W 1915 namalował czerwony kwadrat rozpoczynając „suprematyzm kolorowy”, natomiast w 1918 – wraz z białym kwadratem na białym tle – okres „białego suprematyzmu”.
Czerwony kwadrat został zaprezentowany po raz pierwszy w 1915 na wystawie 0.10 w Sankt-Petersburgu. Życie codzienne w Rosji roku 1915 charakteryzowały działania wojenne, rewolty i strajki. Trwała I wojna światowa, a państwu rosyjskiemu zagrażała ofensywa Niemiec. Czerwony kwadrat odbierano w tym kontekście jako zapowiedź zmian, „rewolucyjny sygnał” i artystyczne przeczucie rewolucji październikowej, na co wskazywać może użycie barwy czerwonej, symbolizującej m.in. krew męczeńską, rewolucję i komunizm.
Jeżeli czarny kwadrat był dziełem zamkniętym w sobie, to kwadrat czerwony sprawia wrażenie, jakby chciał się wyrwać na zewnątrz, poza białe tło; nie jest on ani prostokątem ani tworem stabilnym. cechuje go agresywna spontaniczność. Czerwona płaszczyzna sprawia wrażenie gotującej się masy o pulsujących, prących na zewnątrz narożnikach.
Obraz pierwotnie nosił tytuł Женщина в двух измерениях (Kobieta w dwóch wymiarach) i wyrażał nowe pojmowanie realizmu przez Malewicza, poszukującego malarskich form dla przedstawień niefiguratywnych.